# ميسيل غابرييل
ميسيل غابرييل (بالإنجليزية: Angel Gabriele)‏ هو رسام بالرصاص أمريكي، ولد في 21 مارس 1956 في بروكلين في الولايات المتحدة، وتوفي في 23 فبراير 2016 في فورت واين في الولايات المتحدة.